# Kızılırmak
El Kızılırmak (turc per "Riu Roig") és un riu de Turquia, considerat el més important del païs. El clàssic Halys (o Halis) (en grec antic: Ἅλυς), neix a les muntanyes que separen les províncies de Sivas i Erzurum; passa per Sivas i entra a la província d'Ankara, on creua les muntanyes d'Arciş i del Kösedağ, que provoquen la seva característica corba de més de 250 km. Es dirigeix, llavors, primer al sud-est i després altre cop al nord, on acaba desguassant a la mar Negra, no lluny de Bafra. Quan baixa carregat, les aigües són d'un color groc fosc; generalment, a l'estiu porta poca aigua. La seva llera és grossa i les ribes altes. El seu curs total és de 1.350 km. Afluents per la dreta, són el Khän-şüyu i el Delice; per l'esquerra, el Şärümşäk Çay, el Devrez Çay, i el Gökırmak (antic Olgassus). Hi ha mines de sal gemma a uns 50 km al nord de Yuzğad, al llogaret de Sari-Kamiş. Modernament, s'hi han construït diversos embassaments: Kesikköprü, Altınkaya, Kapulukaya i Derbent.

## Història
Sota els hitites, era conegut com a Marassantiya o Marasanda. En aquest lloc, l'any 585 aC, es va lliurar una batalla entre lidis i perses a la seva riba (coneguda com a Batalla de l'Eclipsi) i, des de llavors, va marcar la frontera oriental del Regne de Lídia amb l'Imperi persa. L'any 547 aC, el rei Cressos va travessar el riu per atacar als perses, però el rei Cir II el Gran el va derrotar, i va guanyar la decisiva batalla coneguda com a Batalla del riu Halis, que va posar fi al Regne de Lídia i va portar el domini persa fins a la mar Egea.
Halis o Halys era el principal riu de l'Àsia Menor. Nascut a les muntanyes d'Armènia Menor, prop de la frontera amb el Pont, a la serralada coneguda com a Antitaure. Després de passar pel Pont i per Capadòcia, girava al nord i nord-est, formant al final el límit entre Paflagònia (que quedava a l'oest) i Galàcia i Pont (a l'est), fins a desguassar a la mar Negra (Euxí). Segons Estrabó, el seu nom derivava d'unes salines, però es creu que aquest detall no és correcte.
Sota domini turc des del segle xi, es va anomenar Kızılırmak ('riu vermell'), nom conservat sota els otomans i que encara porta. Avui dia, el seu cabal es fa servir per a produir electricitat.